# Aloysio Janner
Aloysio G. M. Janner (* 24. März 1928 in Muralto; † 27. Januar 2016 in Malden, Niederlande) war ein Schweizer Physiker und von 1963 bis 1993 als Professor an der Radboud-Universität Nijmegen tätig.

## Biografie
Janner absolvierte vorerst in Locarno eine Ausbildung zum Lehrer, erwarb 1952 ein Diplom in Physik an der ETHZ und erteilte dann an zwei höheren Schulen in Locarno Unterricht in Mathematik, Physik und Naturwissenschaften. 1957 kehrte er an die ETH Zürich zurück und begann ein Doktoratsstudium bei Wolfgang Pauli, der aber kurz darauf verstarb. Janner promovierte 1962 bei Armin Thellung (einem Schüler Paulis) an der Universität Zürich mit der Dissertation "The master equation for the interference term and the approach to equilibrium in quantum many-body systems". Gleichzeitig hatte er eine Forschungsstelle am Battelle-Institut in Genf, wo er nach der Promotion die Leitung der Gruppe der Theoretischen Physik übernahm. Bereits 1963 wurde Janner als Professor für Theoretische Physik an die Katholische Radboud-Universität Nijmegen berufen. Diese Stellung hatte er bis zu seiner Emeritierung im Jahr 1993 inne. Daneben versah er einige leitende Funktionen, unter anderem als Dekan von 1979 bis 1981, und in den frühen 1980er Jahren initiierte er den Studienbereich der Informatik an dieser Hochschule.

## Werk
Von seiner Zeit in Genf an war Janner fasziniert von der Beziehung zwischen Struktur und Eigenschaften der Materie. In Nijmegen kam er in Kontakt mit der Forschung des Delfter Professors Pim de Wolff über die Kristallstruktur von Soda, und auf dieser Grundlage entwickelte er, gemeinsam mit seinem Doktoranden Ted Janssen, das Konzept des "Superraums" im Bereich der Kristallographie. 1981 wurde die erste vollständige Liste von (3+1)-dimensionalen Superspace-Gruppen veröffentlicht. Janners und Janssens theoretische Beschreibung der Struktur inkommensurabler Kristalle unter Verwendung höherdimensionaler Superspace-Gruppen umfasste auch die 1982 von dem Israeli Dan Shechtman entdeckten Quasikristalle, für deren Entdeckung dieser 2011 den Nobelpreis für Chemie erhielt.
Für diese Arbeit wurde Janner 1998 zusammen mit Janssen und De Wolff mit dem Gregori-Aminoff-Preis der Königlichen Schwedischen Akademie der Wissenschaften ausgezeichnet sowie mit dem Ewald-Preis der International Union of Crystallography. Ausserdem verliehen ihm die Universitäten von Rennes (1992), Lausanne (1993) und Genf (1995) die Ehrendoktorwürde.